# 大利亞赫維河
41°58′23″N 44°06′29″E / 41.97306°N 44.10806°E

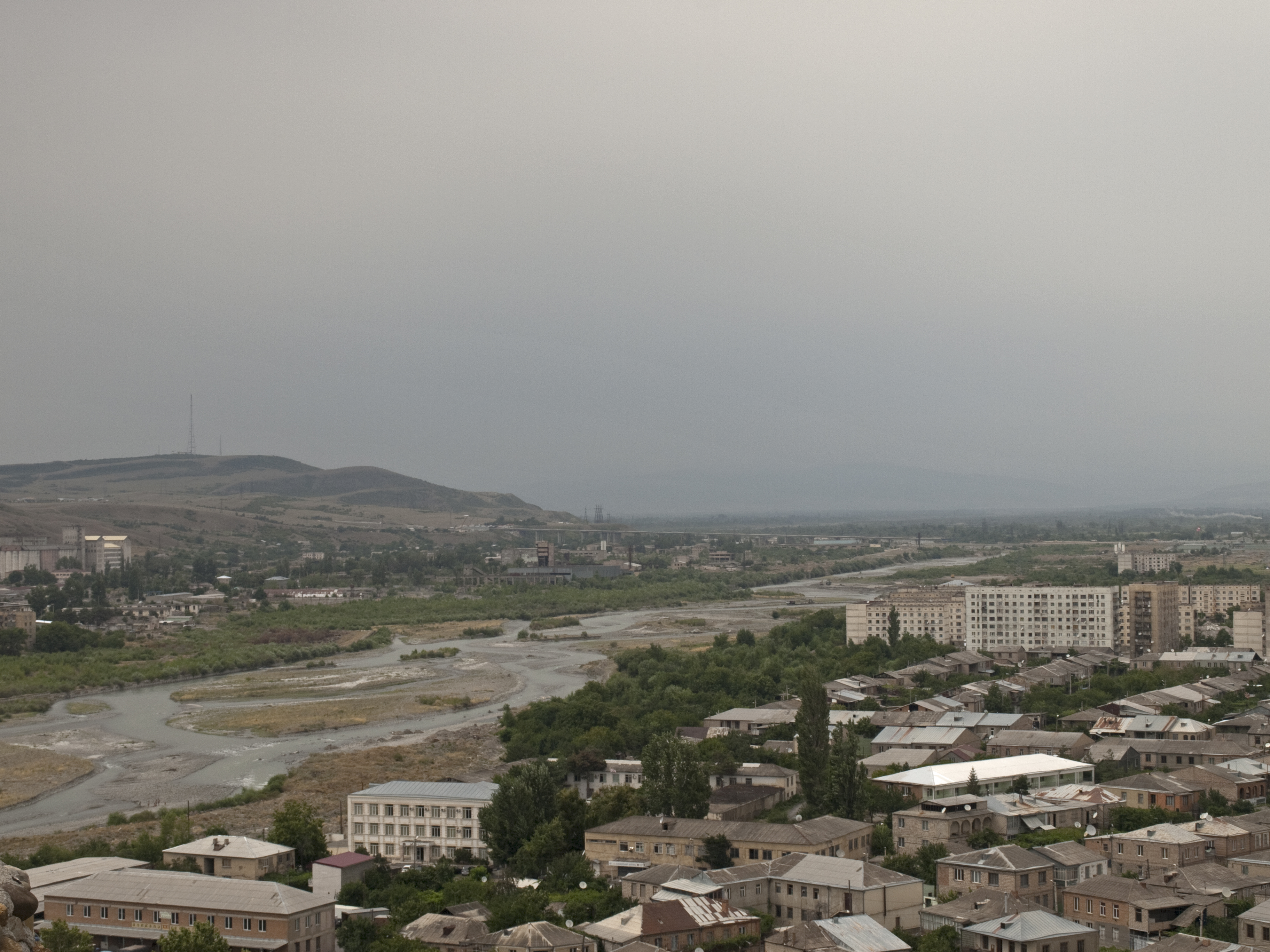

大利亞赫維河是格魯吉亞的河流，位於該國中部，發源自高加索山脈南坡，河道全長115公里，流域面積2,311平方公里，河畔城鎮有茨欣瓦利和哥里。